# Ibrahim Al-Koni
Ibrahim Al-Koni (également orthographié Ibrāhīm Kūnī), né en 1948, est un écrivain libyen. 

## Biographie
Ibrahim Al-Koni grandit au sein d'une tribu touareg. En 1970, il quitte la Libye pour l'union soviétique où il entreprend des études de lettres. Il devient journaliste à Varsovie avant de travailler à l'ambassade de Libye, à Moscou. En 1993, il s'installe en Suisse,,.
Il a obtenu de nombreux prix littéraires, dont le prix spécial de l'État suisse pour l’ensemble de son œuvre, le prix du roman saharien, le prix Sheikh Zayed Book Award, le prix Mondello, le prix de l'amitié franco-arabe et le prix du 5e forum du roman arabe dont il offre la totalité des 10 000 dollars de récompense à une association, « l'école des sables ».

## Œuvres
Cette bibliographie ne présente que les traductions françaises :
- Poussière d'or (traduction de Muḥammad Saʿd al-Dīn al-Yamānī), Gallimard, 1998.
- Le Saignement de la pierre (traduction de Pierre Bataillon et François Zabbal), L'Esprit des Péninsules, 1999[6].
- L'Herbe de la nuit (traduction de François Zabbal), éd. L'Esprit des Péninsules, 2001.
- Un œil qui jamais ne se ferme. Aphorismes du Sahara (traduction de Yves Gonzalez-Quijano), éd. Alain Sèbe, 2001.
- L'Oasis cachée (traduction de Philippe Vigreux), éditions Phébus, 2002[7].
- Les Mages (traduction de Philippe Vigreux), éditions Phébus, 2005.
- Comme un appel du lointain (traduction de Philippe Vigreux), éd. Michel de Maule, 2009, 400 p. (ISBN 978-2-87623-239-6)
- Ange, qui es-tu ? (traduction de Philippe Vigreux), éd. Aden, 2010.